# 19. Waffen-Grenadier-Division der SS (lettische Nr. 2)
Die 19. Waffen-Grenadier-Division der SS (lettische Nr. 2) war eine Grenadier-Division der Waffen-SS im Zweiten Weltkrieg. Ein großer Teil der Truppen und Offiziere bestand aus lettischen Freiwilligen und zum Wehrdienst eingezogenen Letten.
Die Division wurde im deutschen Heer an der Ostfront eingesetzt.

## Geschichte

### 2. SS-Infanterie-Brigade
Der Stab 2. SS-Infanterie-Brigade führte ab 1942 verschiedene bei der Heeresgruppe Nord eingesetzte nord- und westeuropäische Freiwilligen-Verbände der Waffen-SS. 1942 wurden auch drei bereits bestehende Bataillone des lettischen Ordnungsdienstes eingegliedert. 1943 wurde die Brigade mit weiteren lettischen Einheiten verstärkt und als „Lettische Freiwilligen Brigade“ bezeichnet.
Einsätze der Brigade erfolgten im Rahmen der 18. Armee südlich Leningrad, in der Schlacht am Wolchow, bei Oranienbaum und bei den Rückzugsgefechten in Richtung Pskow/Ostrow.

### Aufstellung
Ab Januar 1944 wurde die genannte Brigade zur „19. Waffen-Grenadier-Division der SS (lettische Nr. 2)“ umgegliedert. Die Division bestand aus drei Regimentern Infanterie, einem Artillerieregiment und zusätzlichen Divisionseinheiten. Offiziere und Mannschaften bis zu den Regimentskommandeuren waren zum Großteil Letten.

### Einsätze
Von März bis Juli 1944 führte die Division verlustreiche Abwehrkämpfe südlich Pskow. Hier war sie zeitweise neben ihrer Schwesterdivision, der 15. Waffen-Grenadier-Division der SS (lettische Nr. 1) eingesetzt. Die beiden Divisionen hatten so große Verluste, dass Reste der 15. in die 19. eingegliedert wurden.
Bis Oktober 1944 folgten weitere Rückzugsgefechte durch den östlichen Teil Lettlands, bis die Division im Kurland-Kessel eingeschlossen wurde. Hier folgten Einsätze in allen fünf Kurlandschlachten. Nach der Kapitulation im Mai 1945 geriet der Großteil ihrer Soldaten in sowjetische Gefangenschaft, andere kämpften als Waldbrüder-Partisanen weiter.

### Gefangenschaft
Da die lettischen Soldaten als sowjetische Staatsbürger betrachtet wurden, hatten sie nicht den Status als Kriegsgefangene. In sogenannten Filtrationslagern wurden sie verhört und zu Todes- oder Freiheitsstrafen verurteilt. Denjenigen, die in ihre Heimat zurückkehrten, war eine berufliche Karriere verbaut.

## Kommandeure
- 5. September 1943 bis 15. März 1944: SS-Brigadeführer Hinrich Schuldt
- 15. März bis 13. April 1944: SS-Standartenführer Friedrich-Wilhelm Bock
- 26. Mai 1944 bis Mai 1945 SS-Gruppenführer und Generalleutnant der Waffen-SS: Bruno Streckenbach

## Gliederung
- Waffen-Grenadierregiment der SS „Voldermars Veiss“
- Waffen-Grenadierregiment der SS 43 „Hinrich Schuldt“
- Waffen-Grenadierregiment der SS 44
- Waffen-Artillerieregiment der SS 19